# 托帕瓦 (亞利桑那州)
托帕瓦（英語：Topawa）是位於美國亞利桑那州皮馬縣的一個人口普查指定地區。根據2010年美國人口普查，該地共人口1380人，而該地的面積約為13.35平方千米。

## 地理
托帕瓦的座標為31°48′50″N 111°49′32″W / 31.81389°N 111.82556°W，而該地最高點為海拔高度752米（即2467英尺）。